# In's Zentrum!
In's Zentrum! (Nel Centro!) op. 387, è un valzer di Johann Strauss II.
Il 1º luglio 1880 Johann Strauss firmò un contratto con cui divenne proprietario a tutti gli effetti di una imponente e spaziosa residenza (fino a quel momento appartenuta a tale Rosa Pacher von Theinburg) a Schönau, paese della Bassa Austria. La villa di Schönau, vicino alla stazione meridionale di Leobersdorf e situata in un parco a circa 30 chilometri a sud di Vienna, annoverava tra i suoi ex proprietari il più giovane dei fratelli dell'imperatore Napoleone I, il re Jérome di Vestfalia (1784-1860).
Qui Strauss trovò la pace e l'ispirazione necessaria per il suo lavoro, ma anche il luogo ideale per riunirsi con la sua larga cerchia di amici. 
Il 26 agosto 1880 Johann e la sua seconda moglie, Lili (nata Angelika Dittrich), si trasferirono da Bad Vöslau, una piccola cittadina tra Baden e Leobersdorf, dove la coppia aveva trascorso la prima parte delle loro vacanze estive (e dove, tra l'altro, la giovane vedova Adèle Strauss (nata Deutsch), che sarebbe poi diventata la terza moglie del compositore, viveva con la sua piccola figlia Alice), alla villa di Schönau.
Prima di trasferirsi, a Vienna o a Bad Vöslau, Strauss concluse un nuovo valzer destinati al 1º torneo federale austriaco di tiro a segno, che si svolse al Prater di Vienna tra il 18 e il 25 luglio dello stesso anno. L'intera composizione rappresenta al meglio lo spirito creativo di Strauss, e il lavoro è sicuramente uno dei suoi valzer più esuberanti, merito soprattutto della sorprendente introduzione.
Un breve rullo di tamburi apre il pezzo e subito dopo un delicato passaggio con la cetra accenna la melodia del valzer principale. Ancora un rullo di tamburi chiude la prima parte di introduzione che inaspettatamente si evolve in una gioiosa marcia che riprende i motivi che verranno ascoltati successivamente nel brano. Dopo ancora un rullo di tamburi che conclude anche questa sequenza, una fanfara suonata dalle trombe dà inizio al valzer (che riprende la melodia suonata precedentemente dalla cetra).
Per la terza sequenza di valzer viene anche richiesto un contributo vocale dall'orchestra: Eins! Zwei! Drei! (Schuss). Centrum! Hurrah! (Uno! Due! Tre! (sparo). Centro! Urrà!)
Il valzer In's Centrum! venne eseguito per la prima volta nel corso di un concerto che la Wiener Männergesang-Verein (Associazione corale maschile di Vienna) diede, sotto la direzione di Eduard Kremser, il 22 luglio 1880 nella Schützenhalle (un apposito padiglione per i tiratori) nel Prater.
Il programma del concerto inoltre comprendeva anche un'esibizione dell'orchestra di Johann Strauss sotto la direzione del fratello, Eduard, e fu lui a eseguire per la prima volta il nuovo valzer, oltre a presentare le sue opere, quelle dei fratelli, Wagner e Liszt.
Eduard eseguì ancora In's Centrum! il 9 agosto ad un'altra festa della Wiener Männergesang-Verein, un Sommerliedertafel (Programma estivo di canti), nello stabilimento di intrattenimento di Karl Schwender Neue Welt nel sobborgo viennese di Hietzing.